# Egling

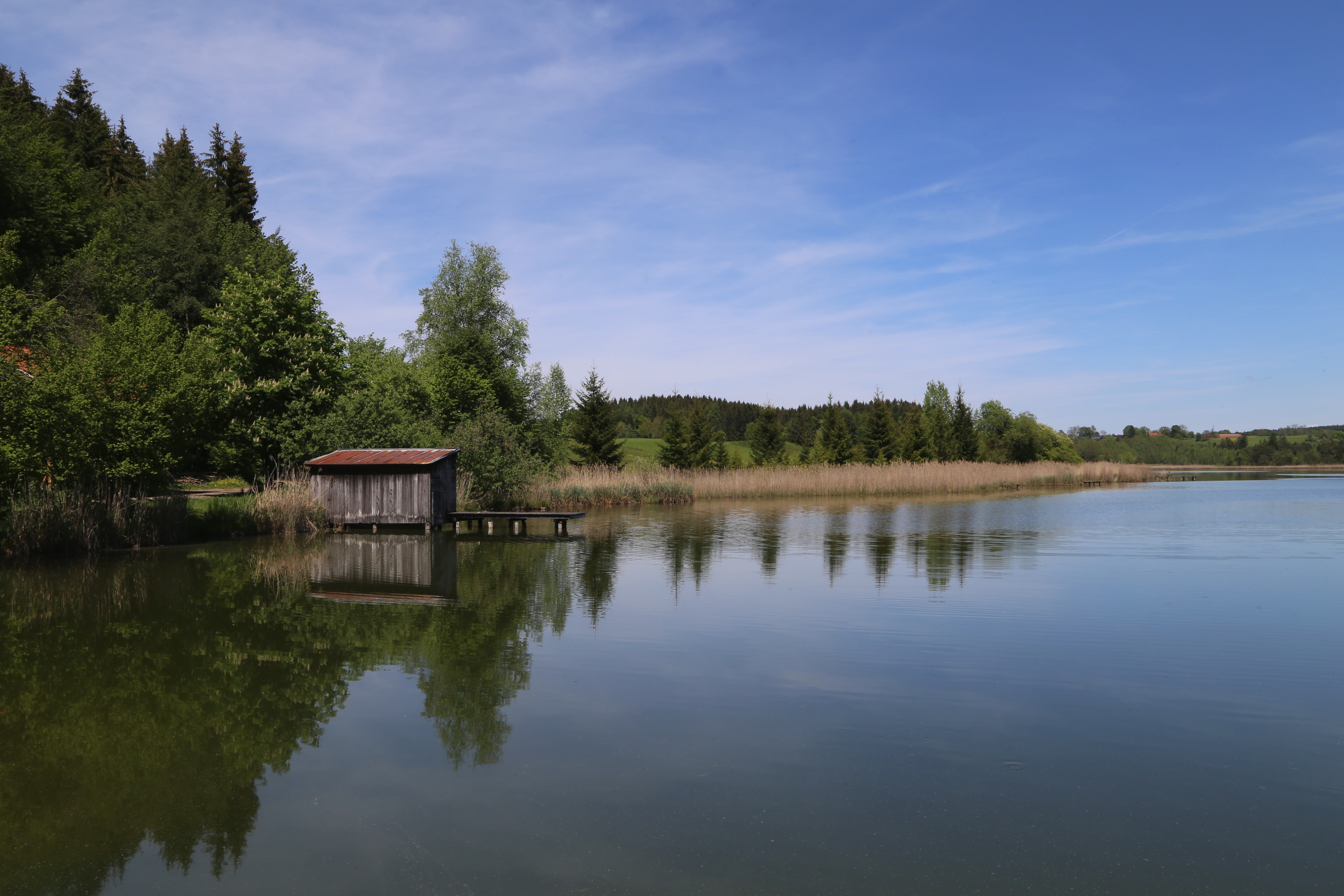
Harmatinger Weiher bei Egling

Egling ist eine Gemeinde im oberbayerischen Landkreis Bad Tölz-Wolfratshausen. 

## Geographie

### Lage
Egling liegt im Norden des Landkreises Bad Tölz-Wolfratshausen an der Grenze zum Landkreis München. Die Gemeinde liegt unmittelbar östlich der Isar und hat Anteil an deren unter Naturschutz stehenden Auen. Der Hauptort Egling befindet sich etwa fünf Kilometer östlich des Flusses und der Stadt Wolfratshausen, München ist etwa 30 Kilometer im Norden entfernt.

### Gemeindegliederung
Es gibt 33 Gemeindeteile (in Klammern ist der Siedlungstyp angegeben):
- Attenham (Dorf)
- Aufhofen (Kirchdorf)
- Aumühle (Dorf)
- Bullreuth (Weiler)
- Deining (Pfarrdorf)
- Dettenhausen (Dorf)
- Dürnstein (Einöde)
- Egling (Pfarrdorf)
- Endlhausen (Pfarrdorf)
- Ergertshausen (Kirchdorf)
- Eulenschwang (Weiler)
- Feldkirchen (Weiler)
- Geilertshausen (Weiler)
- Goldkofen (Einöde)
- Harmating (Weiler)
- Hornstein (Dorf)
- Moosham (Dorf)
- Neufahrn (Kirchdorf)
- Neukolbing (Einöde)
- Oberegling (Dorf)
- Oehnböck (Dorf)
- Puppling (Dorf)
- Reichertshausen (Weiler)
- Riedhof (Weiler)
- Sachsenhausen (Weiler)
- Sägmühle (Weiler)
- Schalkofen (Dorf)
- Schönberg (Weiler)
- Siegertshofen (Dorf)
- Sonnenham (Weiler)
- Thanning (Pfarrdorf)
- Weihermühle (Einöde)
- Wörschhausen (Einöde)

Es gibt die Gemarkungen Deining, Egling, Endlhausen, Ergertshausen (nur Gemarkungsteil 0), Neufahrn, Moosham und Tanning.

## Geschichte
Der Ort Egling ist im Jahr 804 als Egilingas erstmals erwähnt worden. Es liegt der bajuwarische Personenname Egil/Egila/Egilo zugrunde.
Das Kloster Tegernsee besaß die Grundherrschaft im Gemeindegebiet und besetzte die Pfarrei Egling. Das Ortsadelsgeschlecht der Eglinger, das vom 13. bis zum 15. Jahrhundert in Egling nachweisbar ist, starb um 1511/15 aus. Egling im heutigen Regierungsbezirk Oberbayern gehörte zum Rentamt München und zum Landgericht Wolfratshausen des Kurfürstentums Bayern und wurde im Zuge der Verwaltungsreformen im Königreich Bayern 1818 eine selbständige politische Gemeinde. Bis zur Kreisreform 1972 gehörte die Gemeinde Egling zum Landkreis Wolfratshausen.
Die Gemeinde Egling in der heutigen Form entstand am 1. Januar 1973 durch den freiwilligen Zusammenschluss der Gemeinden Egling, Ergertshausen, Moosham, Neufahrn und Thanning. Am 1. Mai 1978 wurden im Zuge der Gebietsreform die Gemeinden Deining und Endlhausen eingegliedert.

### Einwohnerentwicklung
Zwischen 1988 und 2018 wuchs die Gemeinde von 4130 auf 5477 Einwohner um 1347 Einwohner oder 32,6 %.

## Politik

### Gemeinderat
In der Amtszeit vom Mai 2020 bis April 2026 hat der Gemeinderat 20 Mitglieder. Bei der Kommunalwahl am 15. März 2020 lag die Wahlbeteiligung lag bei 68,18 % (2014: 67,00 %). Die Wahl brachte folgendes Ergebnis:
|  | Gemeinderatswahl Egling 2020Wahlbeteiligung: 68,2 % 403020100 37,534,014,18,16,4 FWGCSUVBcLAMdSPDGewinne und Verlusteim Vergleich zu 2014 %p 4 2 0 −2 −4 −6+3,1+1,1−6,0+0,5+1,5FWGCSUVBLAMSPDAnmerkungen:c Vereinigte Bürgerschaftd Liste Altgemeinde Moosham | Insgesamt 20 Sitze - SPD: 1 - FWG: 7 - VB: 3 - LAM: 2 - CSU: 7 |

Gegenüber der Amtszeit 2014 bis 2020 verlor die Vereinigte Bürgerschaft einen Sitz an die Liste Altgemeinde Moosham; die drei anderen Wahlvorschläge erreichten wieder die gleiche Zahl an Mandaten. Weiteres Mitglied und Vorsitzender des Gemeinderates ist der Bürgermeister.

### Bürgermeister
Seit Mai 2014 ist Hubert Oberhauser (Freie Wählergemeinschaft Großgemeinde Egling) Erster Bürgermeister; dieser wurde am 15. März 2020 mit 65,3 % der Stimmen wieder gewählt.
Manfred Nagler war von 1972 bis 1990 ehrenamtlicher Bürgermeister; er war von 1996 bis 2008 Landrat des Landkreises Bad-Tölz-Wolfratshausen.

### Weitere Wahlen
In der folgenden Tabelle sind die Ergebnisse von Bundes-, Landtags- und Europawahlen in Egling dargestellt.
| Jahr | Wahl           | Wbt. | CSU  | AfD  | Grüne | SPD | FDP | FW   | Linke | BSW | Sonst. |
| ---- | -------------- | ---- | ---- | ---- | ----- | --- | --- | ---- | ----- | --- | ------ |
| 2025 | Bundestagswahl | 90,9 | 44,5 | 19,3 | 10,2  | 7,0 | 5,4 | 5,0  | 3,1   | 2,6 | 2,9    |
| 2024 | Europawahl     | 72,4 | 42,1 | 12,5 | 9,9   | 5,5 | 4,4 | 12,6 | 0,9   | 3,3 | 8,8    |
| 2023 | Landtagswahl   | 82,7 | 38,9 | 13,2 | 11,1  | 4,5 | 2,9 | 22,2 | 0,9   | —   | 6,3    |

### Wappen
| | Blasonierung: „Unter grünem Schildhaupt, darin eine goldene Krone, dreimal wellenförmig gespalten von Silber und Blau.“ |
| Wappenbegründung: Die Krone stammt aus der Heraldik des Klosters Tegernsee (drei Kronen als apokryphes Wappen der agilolfingischen Gründer) und verweist auf die große Bedeutung des Klosters, das Grundherrschaftsrechte im Gemeindegebiet besaß und die Pfarrei Egling besetzte. Die dreifache wellenförmige Spaltung entspricht dem Wappen des Ortsadelsgeschlechts der Eglinger. Es ist auf dem Grabstein des Sigmund Eglinger (1472) in der Vorhalle der Kirche von Egling überliefert. Die 1511/15 ausgestorbenen Eglinger sind vom 13. bis zum 15. Jahrhundert in Egling nachweisbar. Die heutige Gemeinde Egling entstand 1973/1978 durch den Zusammenschluss der Gemeinden Egling, Ergertshausen, Neufahrn, Moosham, Thanning, Deining und Endlhausen. Dieses Wappen wird seit 1976 geführt. | |

## Bodendenkmäler

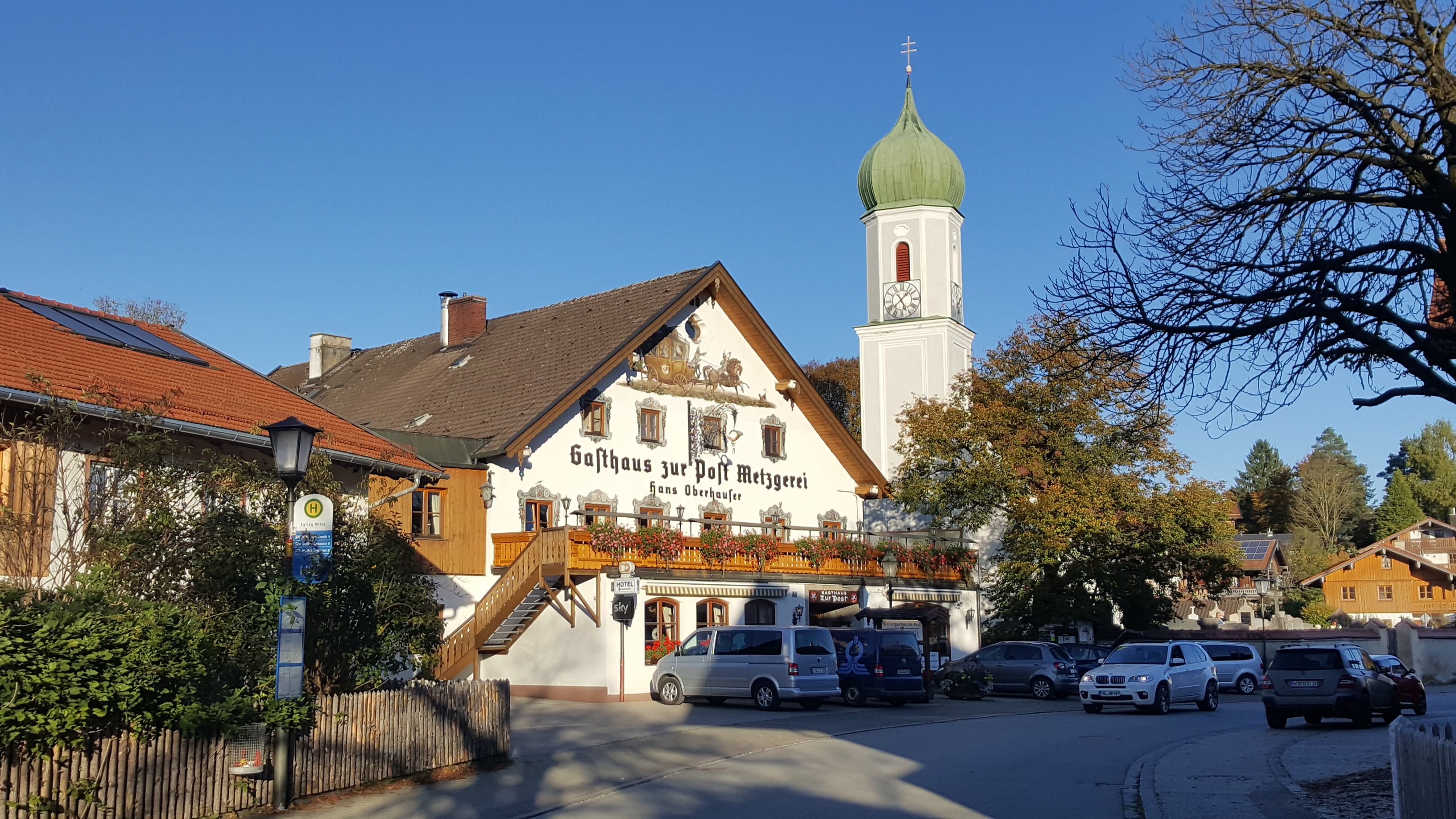
Kirche St. Martin und Gasthaus zur Post in Egling
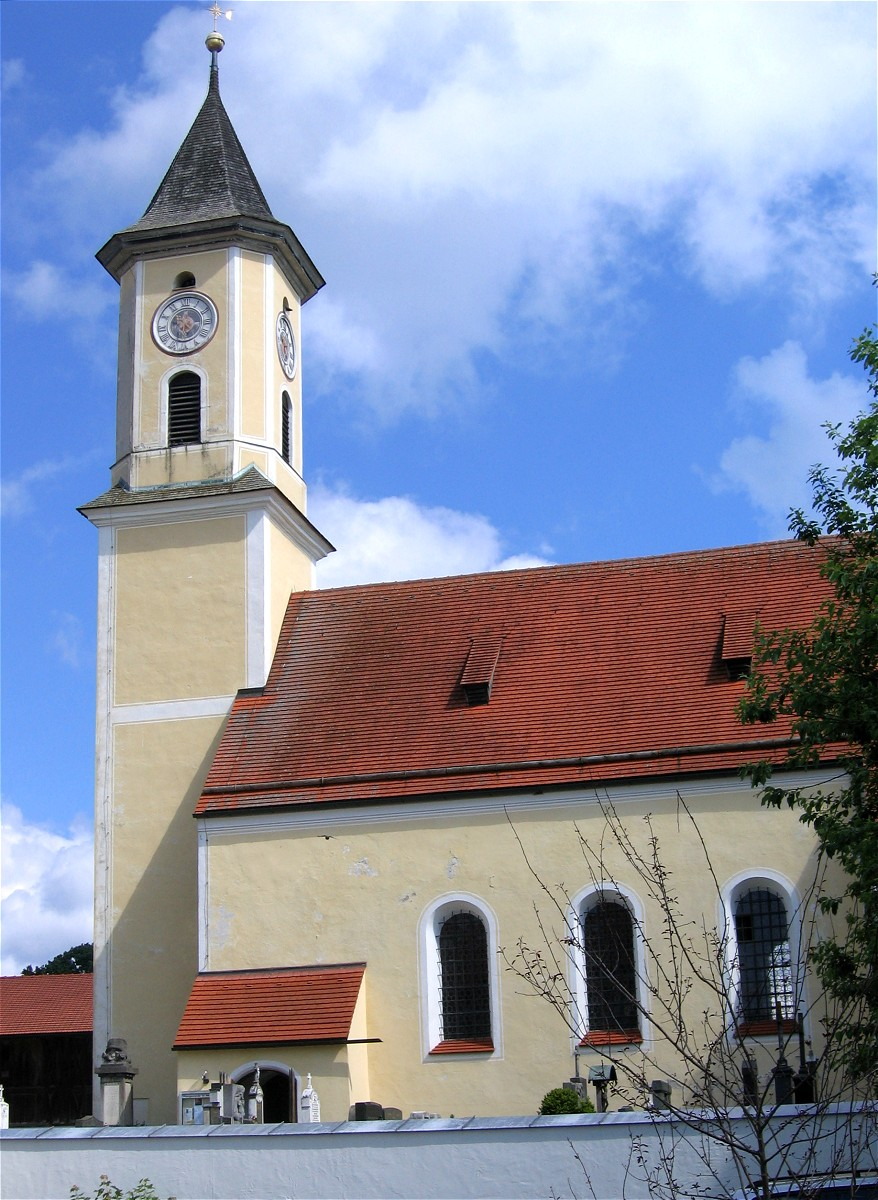
Kirche St. Nikolaus in Deining
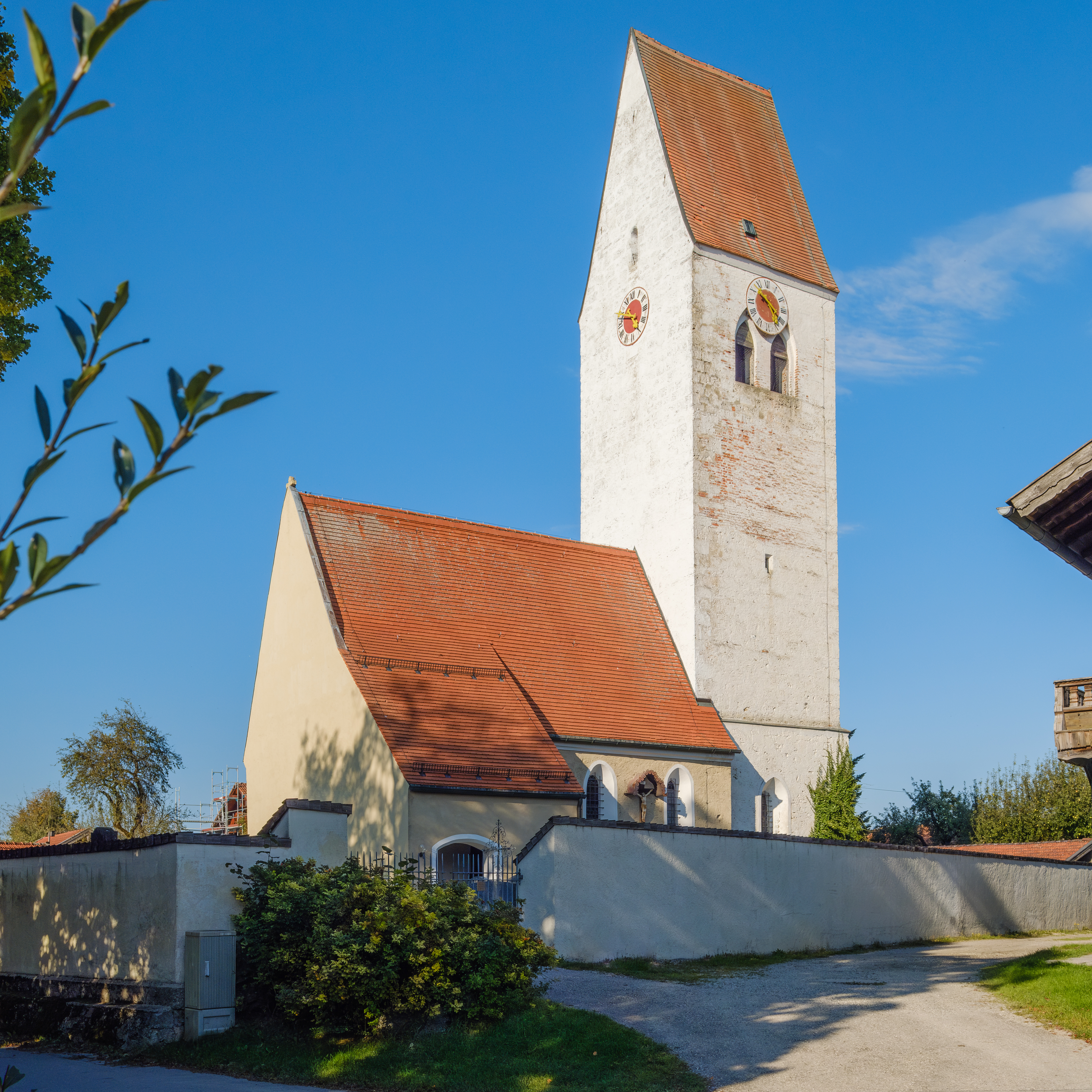
St. Johannes Baptist in Neufahrn
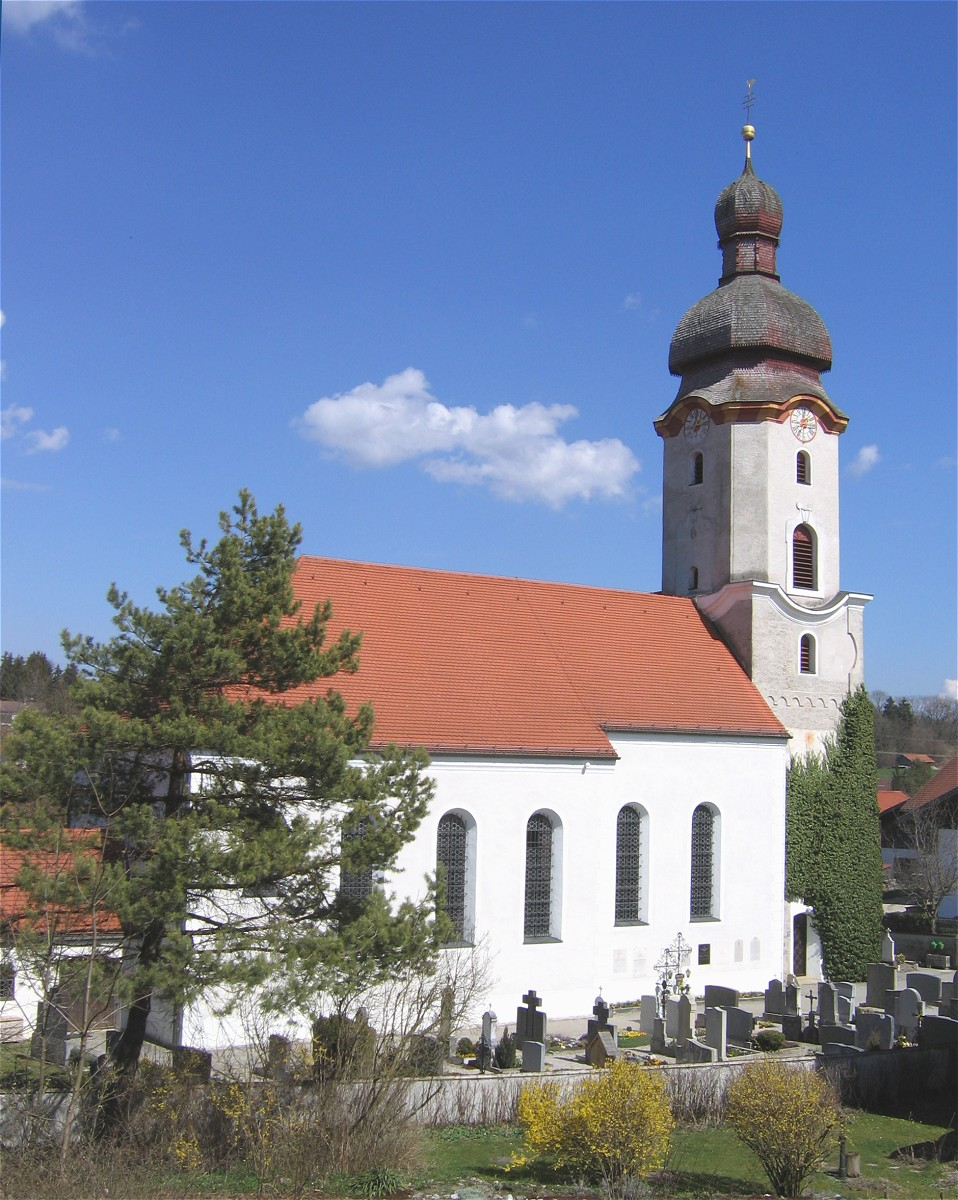
Kirche in Thanning
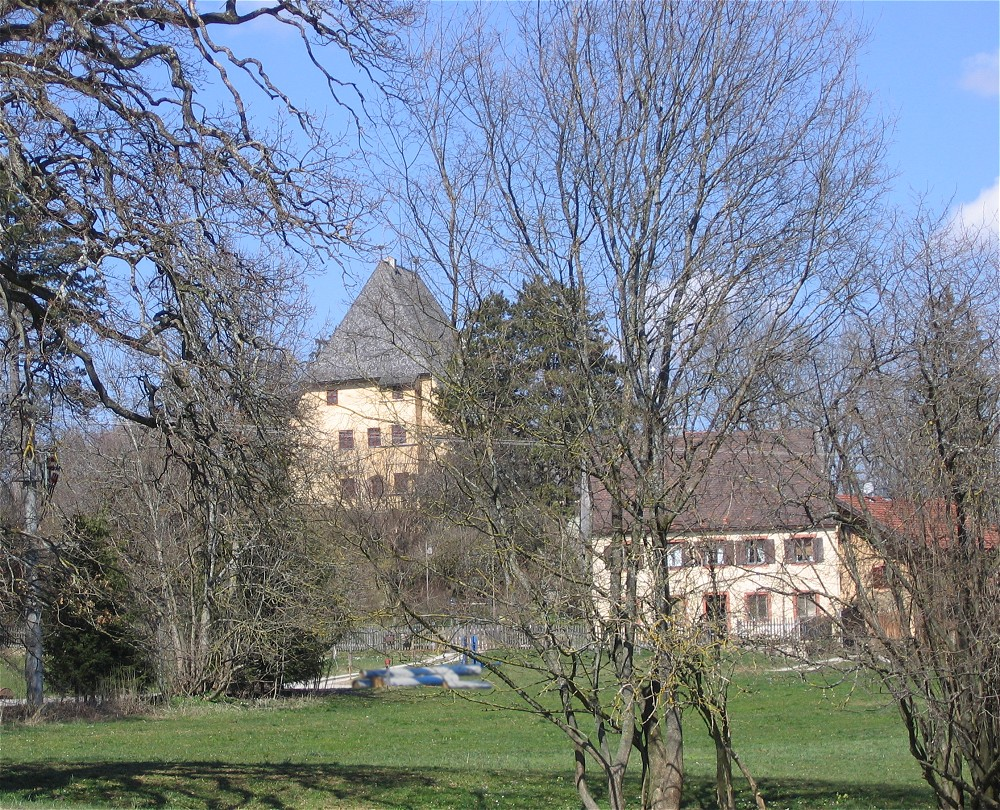
Schloss Harmating
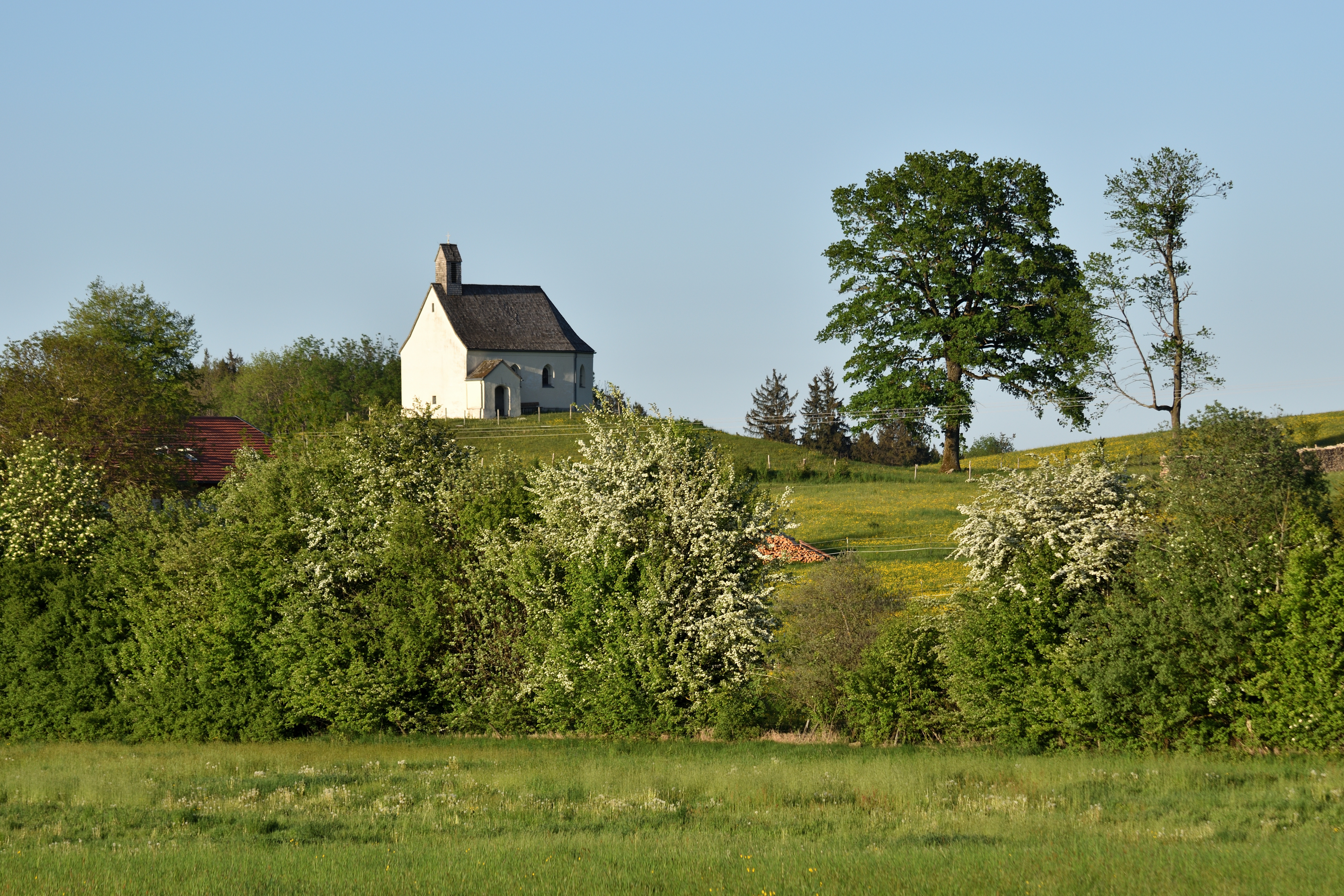
Kapelle St. Georg in Eulenschwang

## Verkehr
Egling liegt im Gebiet des Münchner Verkehrs- und Tarifverbundes und wird von einigen Buslinien bedient. Die nächsten Bahnhöfe der S-Bahn München sind Sauerlach an der Linie S3 sowie Wolfratshausen und Hohenschäftlarn an der S7.
Die nächsten Bundesfernstraßen verlaufen parallel zu den beiden S-Bahn-Strecken: die A 95 und die B 11 parallel zur S7, die A 8 und die B 13 parallel zur S3.

## Persönlichkeiten

### Söhne und Töchter der Gemeinde
- Georg Klein (1895–1966), Jurist, Gestapobeamter und SS-Führer